# Young, Gifted & Black
Young, Gifted & Black – album muzyczny Arethy Franklin z 1972 roku wydany przez Atlantic Records.

## Lista utworów
| #   | Tytuł                                 | Długość |
| --- | ------------------------------------- | ------- |
| 1.  | Oh Me Oh My (I'm a Fool for You Baby) | 3:42    |
| 2.  | Day Dreaming                          | 4:00    |
| 3.  | Rock Steady                           | 3:15    |
| 4.  | (To Be) Young, Gifted and Black       | 3:34    |
| 5.  | All the King's Horses                 | 3:56    |
| 6.  | A Brand New Me                        | 4:26    |
| 7.  | April Fools                           | 3:29    |
| 8.  | I've Been Loving You Too Long         | 3:36    |
| 9.  | First Snow in Kokomo                  | 4:04    |
| 10. | The Long and Winding Road             | 3:38    |
| 11. | Didn't I (Blow Your Mind This Time)   | 3:42    |
| 12. | Border Song                           | 3:22    |

## Wykonawcy
- Aretha Franklin - fortepian, fortepian elektryczny, wokal
- Dr. John - perkusja
- Donny Hathaway - organy, fortepian elektryczny
- Billy Preston - organy
- Sammy Turner - chórki
- Hubert Laws - flet
- Chuck Rainey - gitara basowa
- J.R. Bailey - chórki
- Carolyn Franklin - chórki
- Erma Franklin - chórki
- The Sweet Inspirations - chórki
- Don Arnone - gitara akustyczna, gitara
- Margaret Branch - chórki
- Ann S. Clark - chórki
- Cornell Dupree - gitara
- Eric Gale - gitara basowa
- Wayne Jackson - trąbka
- Andrew Love - saksofon
- Ray Lucas - perkusja, perkusja
- Hugh McCracken - gitara
- Robert Popwell - gitara basowa, perkusja
- Bernard Purdie - perkusja, perkusja
- Neal Rosengarden - perkusja, trąbka,
- Pat Smith - chórki
- Ronald Bright - chórki
- Al Jackson - perkusja

Ponadto
- Stanislaw Zagorski - projekt okładki
- Tom Dowd - aranżer, producent
- Dan Hersch - remastering
- Bill Inglot - remastering
- Arif Mardin - aranżer, producent
- Jerry Wexler - producent